# Santa Rosa de Lima (Brasile)
Santa Rosa de Lima è un comune del Brasile nello Stato di Santa Catarina, parte della mesoregione del Sul Catarinense e della microregione di Tubarão.